# Arnoldo Ciarrocchi
Arnoldo Ciarrocchi (Civitanova Marche, 1916 – ottobre 2004) è stato un incisore e pittore italiano.

## Biografia

### Infanzia e studi
Arnoldo Ciarrocchi nacque a Civitanova Marche nel 1916 dal padre Aurelio, poeta dialettale e tipografo, per spostarsi ad Urbino nel 1930, dove compì gli studi all'Istituto d'Arte, che proseguirono all'Accademia di belle arti di Roma.

### 1940-1956: Arnoldo Ciarrocchi e l'incisione
Poco prima di essere chiamato per il servizio militare, tenne a Roma la sua prima mostra.
Nel dopoguerra Arnoldo Ciarrocchi riprende la sua attività dedicandosi alla pittura ed all'incisione e traendo ispirazione dal lavoro di Honoré Daumier. Nella mostra del 1946 presso la Galleria del Cavallino di Venezia presentò principalmente incisioni, mentre in quella presso la Galleria del Secolo di Roma, che lo vedeva in compagnia di Piero Sadun, Toti Scialoja e Giovanni Stradone, vennero definiti da Cesare Brandi "pittori fuori strada".
Nel 1950, dopo aver esposto una serie di incisioni per la Calcografia nazionale, vinse il Premio per l'incisione alla Biennale di San Paolo del Brasile, per poi iniziare un ciclo di lavori conosciuti come "Stampe a rete" che durò fino al 1956. Nel 1955 aveva intanto vinto il primo Premio per l'acquaforte alla Biennale dell'incisione di Venezia.
Nel 1954 Arnoldo Ciarrocchi iniziò a cimentarsi con l'acquarello e nel 1956 ottenne la cattedra di incisione presso l'Accademia di belle arti di Napoli succedendo a Lino Bianchi Barriviera, e proprio qui inventò e mise appunto la tecnica delle "stampe a segni grossi".

### 1959-1980: Arnoldo Ciarrocchi e la pittura
Nel 1959 Ciarrocchi vinse il Premio Marche per la pittura, mentre nel 1961 realizzò la sua mostra di pittura alla Galleria del Milione di Milano, curata da Marco Valsecchi mentre Pietro Zampetti curò la sua mostra di stampe ed incisioni a Venezia, prima di esporre alcuni suoi acquarelli alla XXXI Esposizione internazionale d'arte. Nel 1962 ottenne invece il primo Premio per l'incisione alla VIII Quadriennale nazionale d'arte di Roma.
Dopo molte mostre in tutta Italia, nel 1972 è di nuovo presente alla X Quadriennale nazionale d'arte di Roma dove espone 7 paesaggi dipinti ad olio.
Nel 1977 la Pinacoteca d'Arte Comunale di Macerata gli ha dedicato una personale.

### 1980-2004: Accademia di belle arti di Roma
Nel 1980 Arnoldo Ciarrocchi si trasferì a Roma dove ottenne una cattedra all'Accademia di belle arti di Roma.
Nell'ottobre del 2004 morì nella sua casa in contrada Asola, nelle campagne di Civitanova Marche.

## Opere in musei
- Ritratto, incisione; Casa dell'ambasciatore, incisione, 1957; Casa di Rinalda, incisione, 1958, Galleria dell'Accademia (Napoli).[2]
- Galleria Regionale di Arte Moderna e Contemporanea, Sassoferrato.
- Civica Raccolta d’Arte, Castelplanio.[3]
- Museo Specializzato di Arte Moderna e dell'Informazione. Senigallia.[4]
- Galleria d’Arte Moderna "M. Moretti", Civitanova Marche.[5]
- Museo civico e della mail art, Montecarotto (AN)
- MIG. Museo Internazionale della Grafica, Castronuovo di Sant'Andrea (PZ)